# Figura św. Jana Nepomucena w Prudniku (Rynek)
Figura św. Jana Nepomucena w Prudniku – barokowa rzeźba świętego Jana Nepomucena, znajdująca się w południowo-wschodnim narożu Rynku w Prudniku. Powstała z inicjatywy burmistrza i mieszczan w 1733.

## Historia

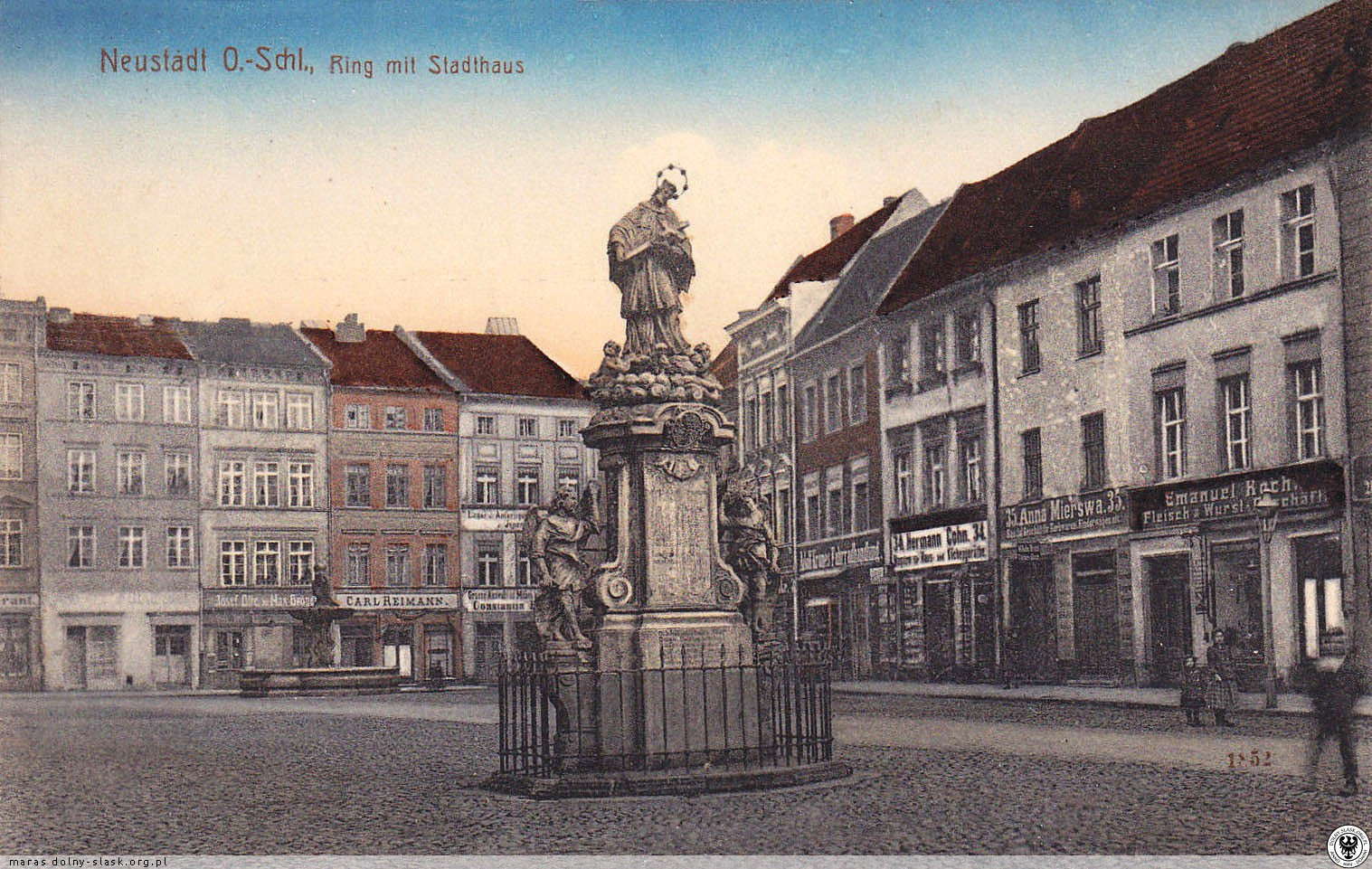
Pocztówka z figurą z początku XX wieku

Fundatorami figury byli burmistrz Tobiasz oraz sześciu prudnickich mieszczan, którzy nosili imię Jan. Autor rzeźby jest nieznany, mogą do niego należeć zawarte w jednej z inskrypcji na pomniku inicjały CWZ. Prawdopodobnie był on jednym z uczniów Michała Kramera. Została ona postawiona na Rynku w Prudniku 15 maja 1733. Trzy lata później zostały do niego dostawione dwie rzeźby aniołów. Różnice między figurami sugerują, że wykonał je inny rzeźbiarz. Dysproporcje w kształcie ciała obu figur mogą wskazywać, że zanim znalazły się na Rynku, były postawione w innym, wyżej położonym miejscu.

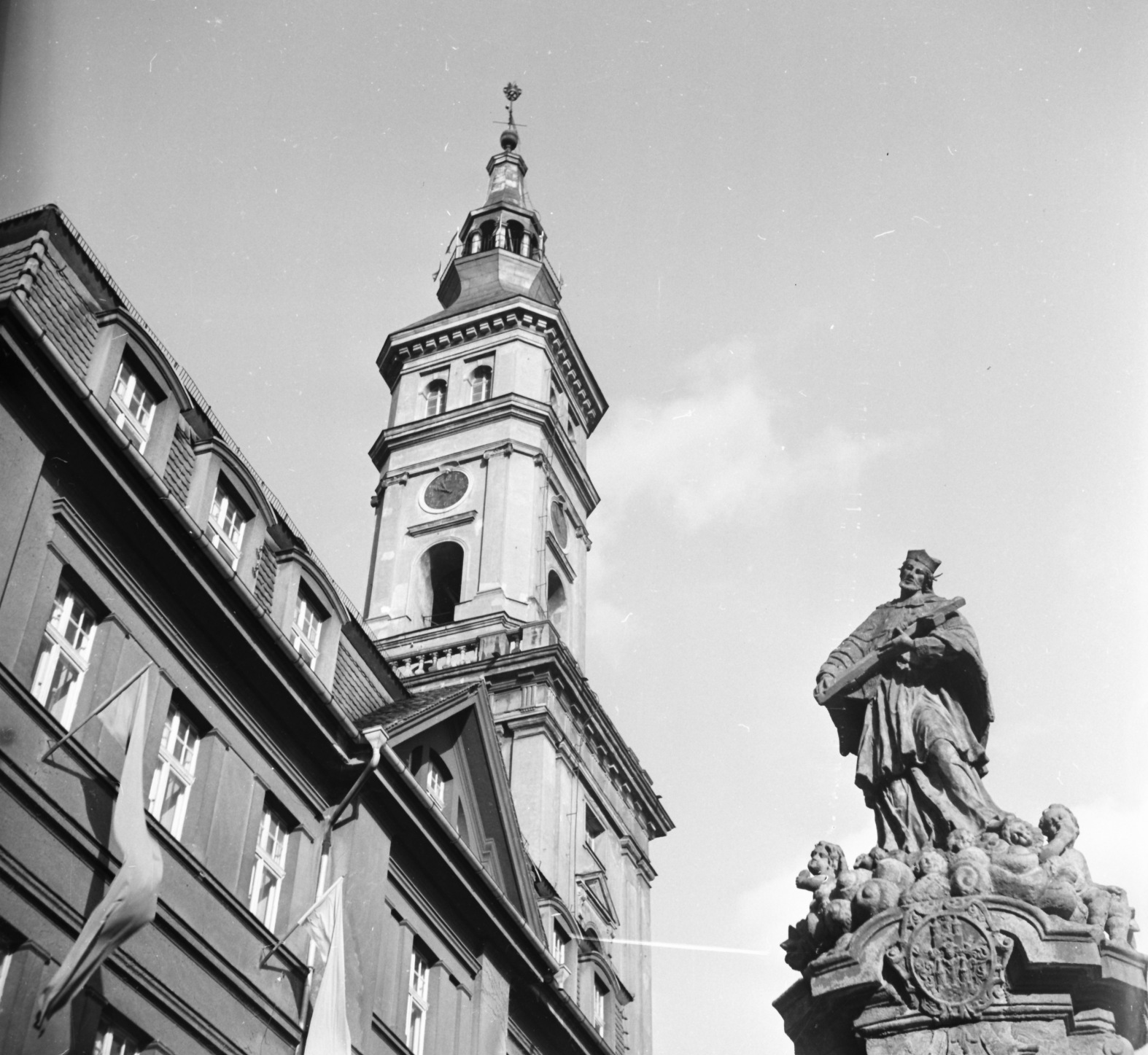
Figura i ratusz (1961)

Pomnik nie został uszkodzony podczas działań wojennych w Prudniku w 1945. W 1976 przeprowadzono prace konserwatorskie figury w zakresie wzmocnienia nośnego trzonu pomnika i ustabilizowania figury Nepomucena i obu aniołów. Usunięto nawarstwienia, przemalowania, odsolono kamień oraz utwardzono go strukturalnie żywicami epoksydowymi. Ubytki formy rzeźbiarskiej zostały zaplombowane, a brakujące fragmenty zrekonstruowano. Całość została ujednolicona kolorystycznie.

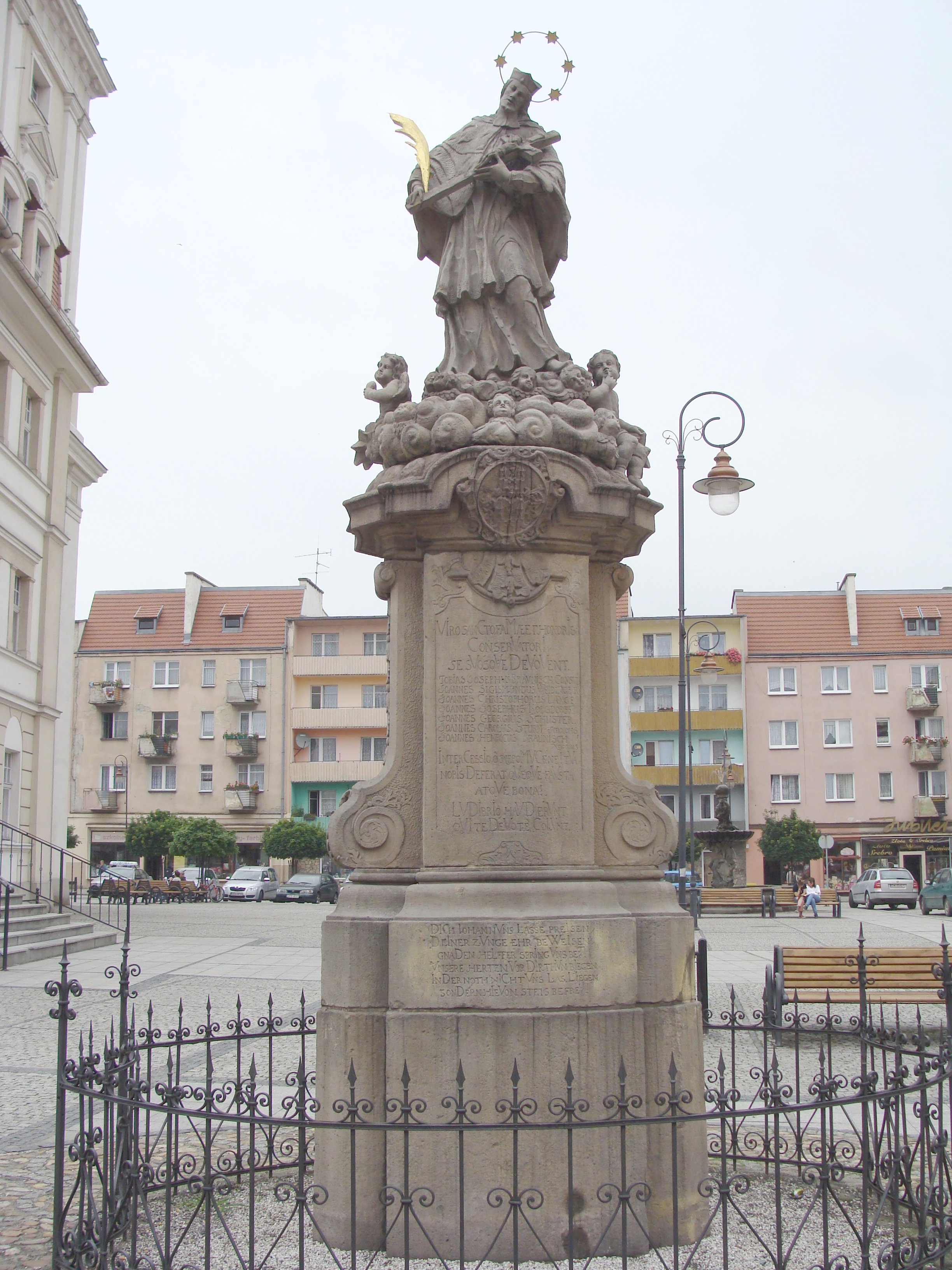
Pomnik pozbawiony aniołów (2009)

Rzeźba przeszła prace konserwatorskie w 2003. Wówczas rzeźby aniołów zostały zdemontowane, ponieważ wystające z cokołu boczne postumenty były w złym stanie (jeden z nich się rozpadł). Konserwator Ireneusz Śmiechowski zrekonstruował zniszczone cokoły i na nowo zamocował na nich anioły w 2010.

## Architektura
Posąg świętego Jana Nepomucena przedstawiony jest w klasycznym kontrapoście. Stoi na wielobocznym cokole pokrytym dwujęzycznymi inskrypcjami (po łacinie i po niemiecku) zakończonym belkowaniem z wolutowymi spływami po bokach. Na głowie świętego nimb z pięciu gwiazd, w rękach trzyma palmę męczeńską i krzyż. Na kłębiących się obłokach pod nogami posągu znajdują się głowy puttów i dwa małe anioły. Jeden z nich trzyma w ręce język, drugi trzyma palec na ustach na znak zachowanej przez Nepomucena tajemnicy spowiedzi. Po obu stronach cokołu ustawiono figury aniołów. W dwóch ozdobnych kartuszach w zwieńczeniu cokołu ujęte zostały herb Prudnika oraz wyobrażenie sceny zrzucenia Nepomucena do Wełtawy z mostu Karola w Pradze. Z przodu postumentu postacie aniołów wskazują na inskrypcje, które zawierają modlitwę do świętego, nazwiska fundatorów oraz prośbę władz miasta o opiekę nad Prudnikiem, w tłumaczeniu na język polski: „Mężowi świętej sławy i czci, który zachował dobre imię i sławę poświęcamy tę figurę”. Całość otoczona została metalowym ogrodzeniem.

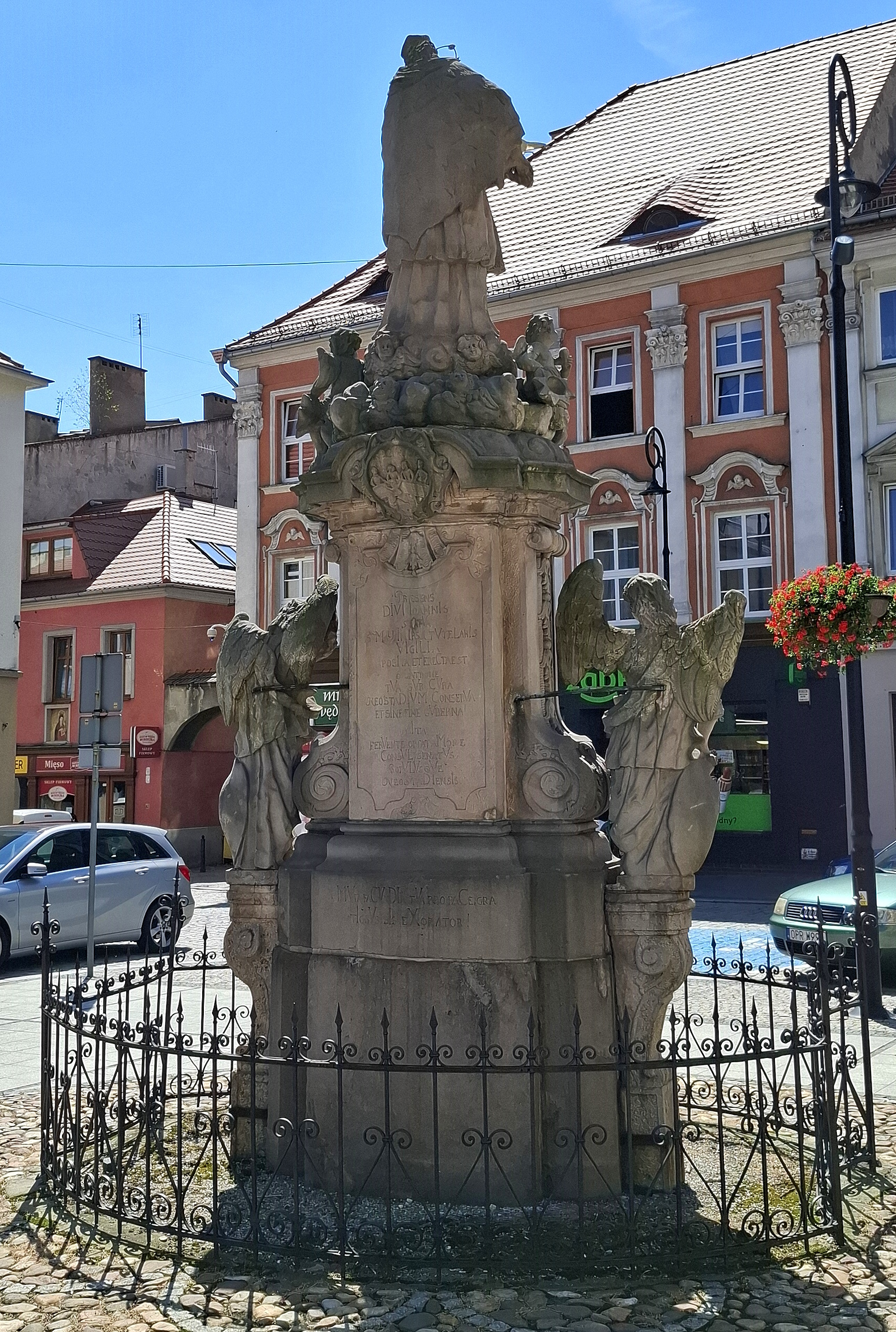
Tył figury
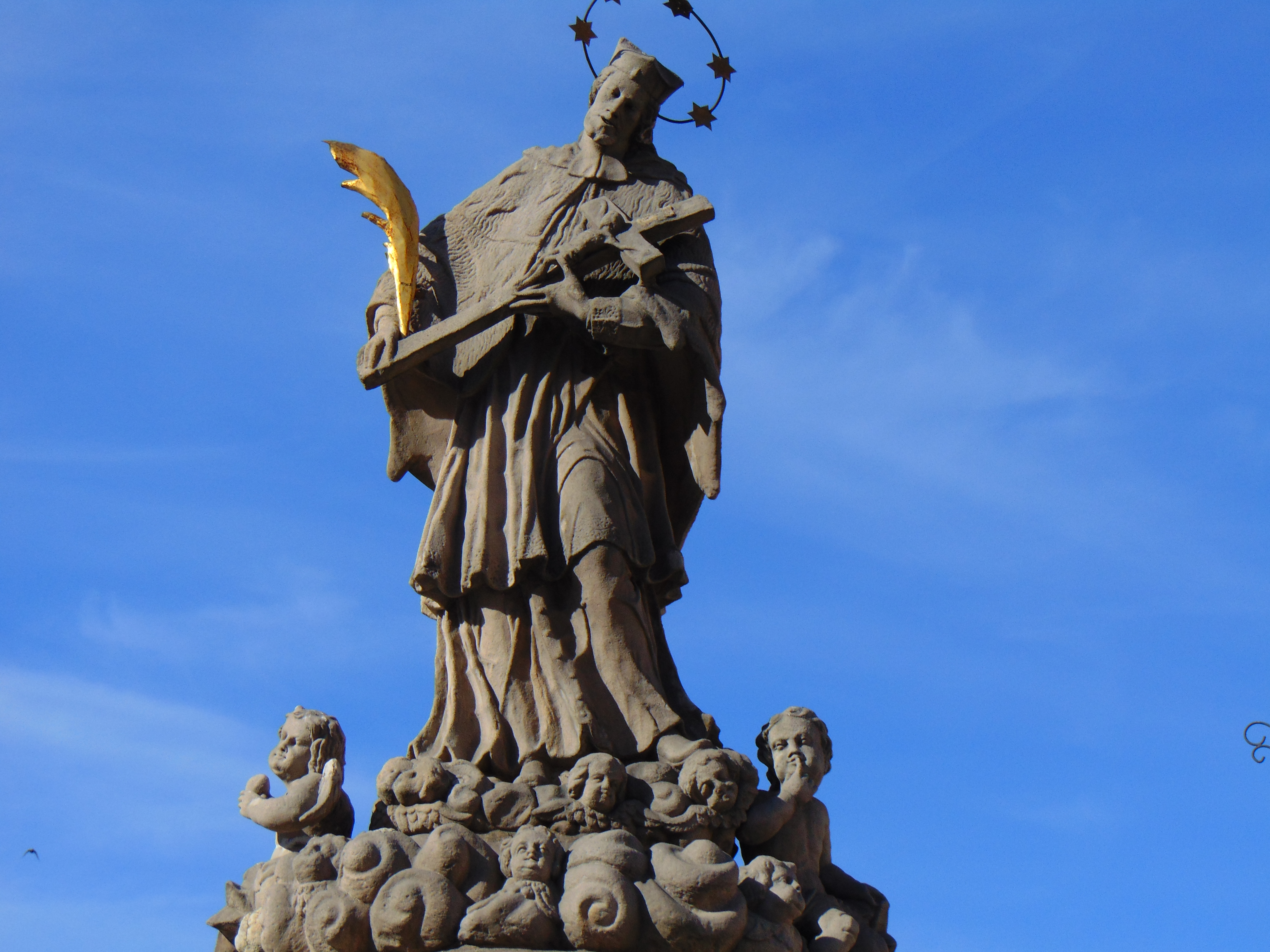
Zbliżenie na figurę świętego i potta
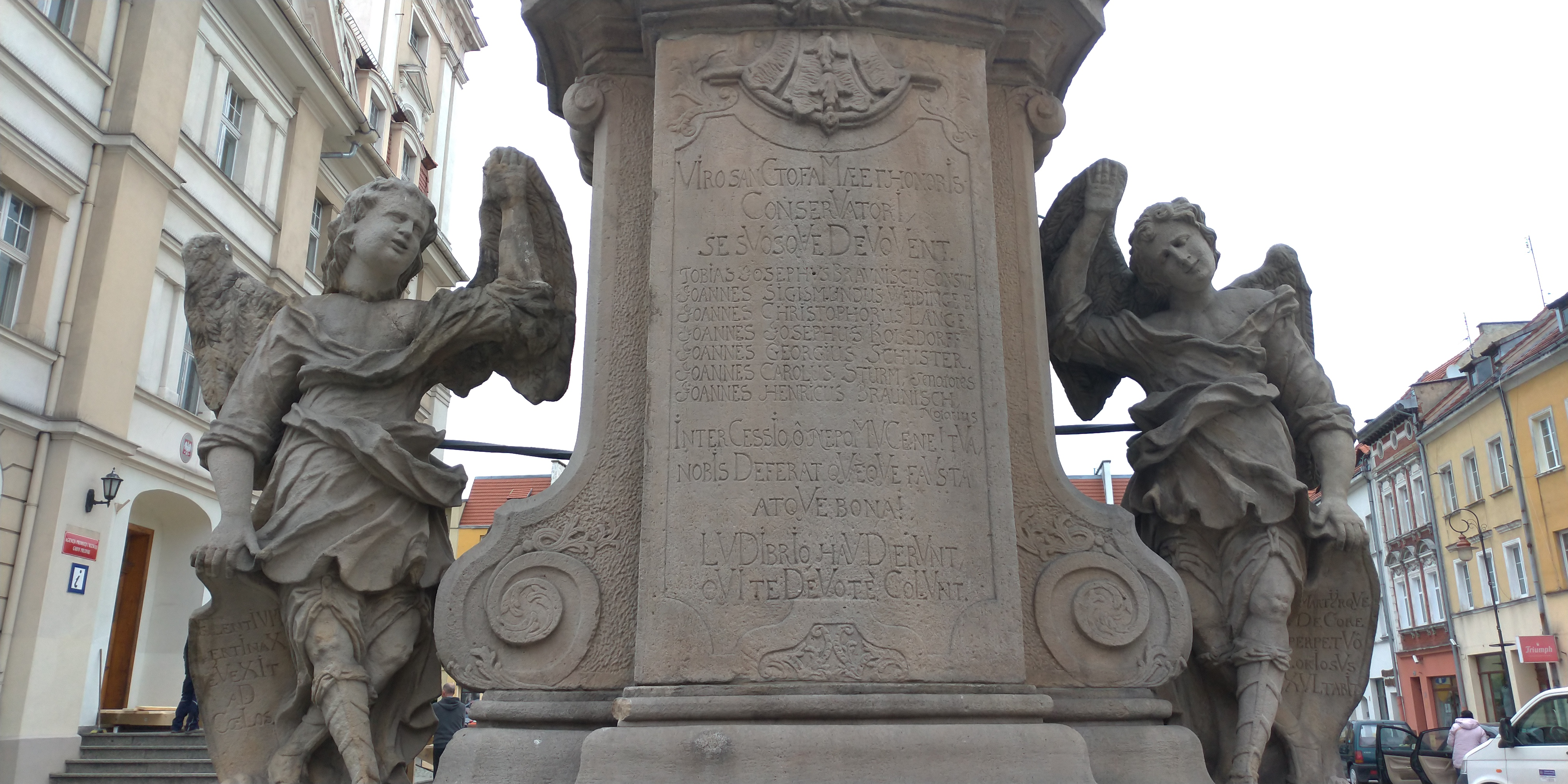
Inskrypcja po łacinie
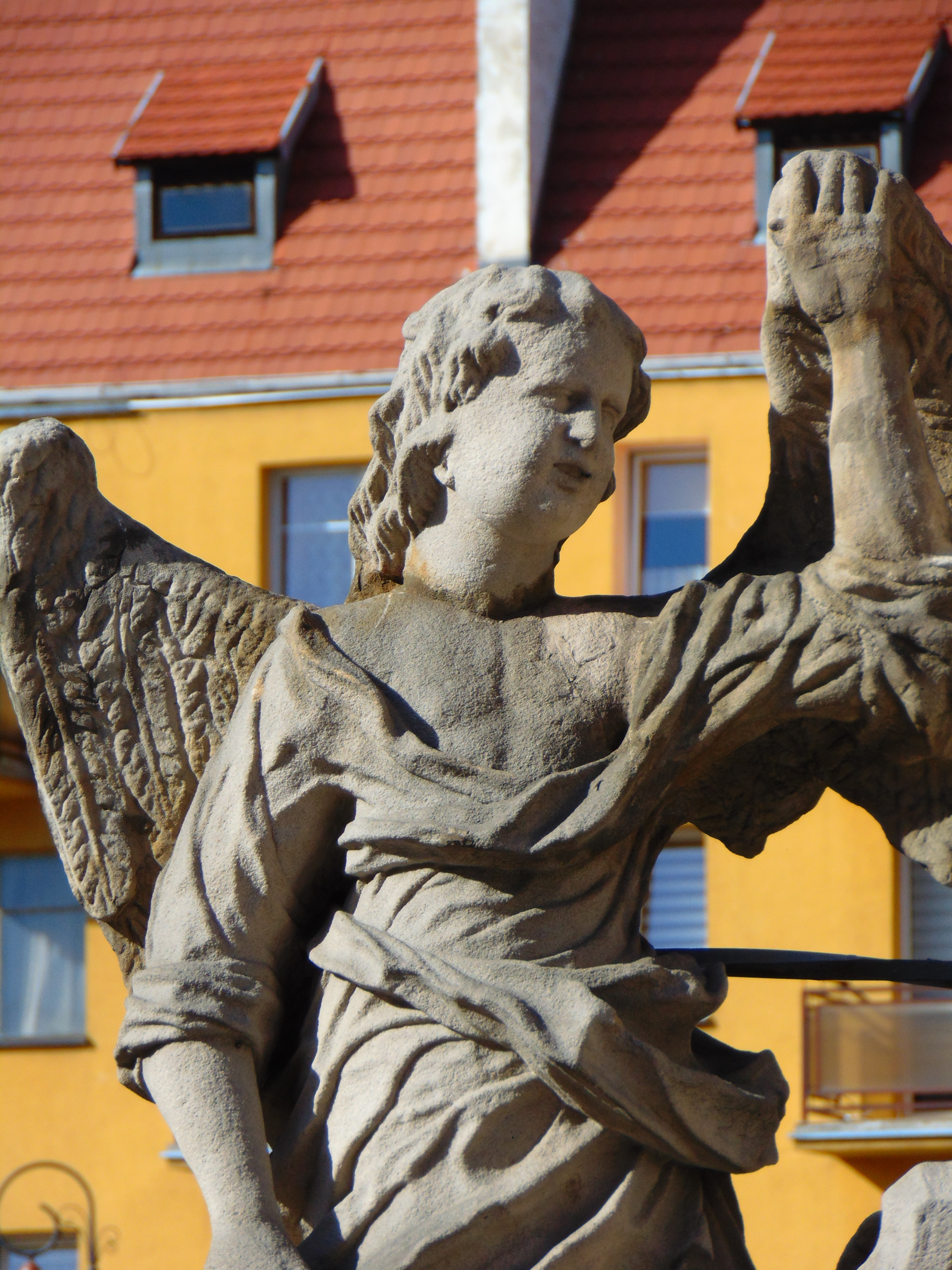
Figura anioła
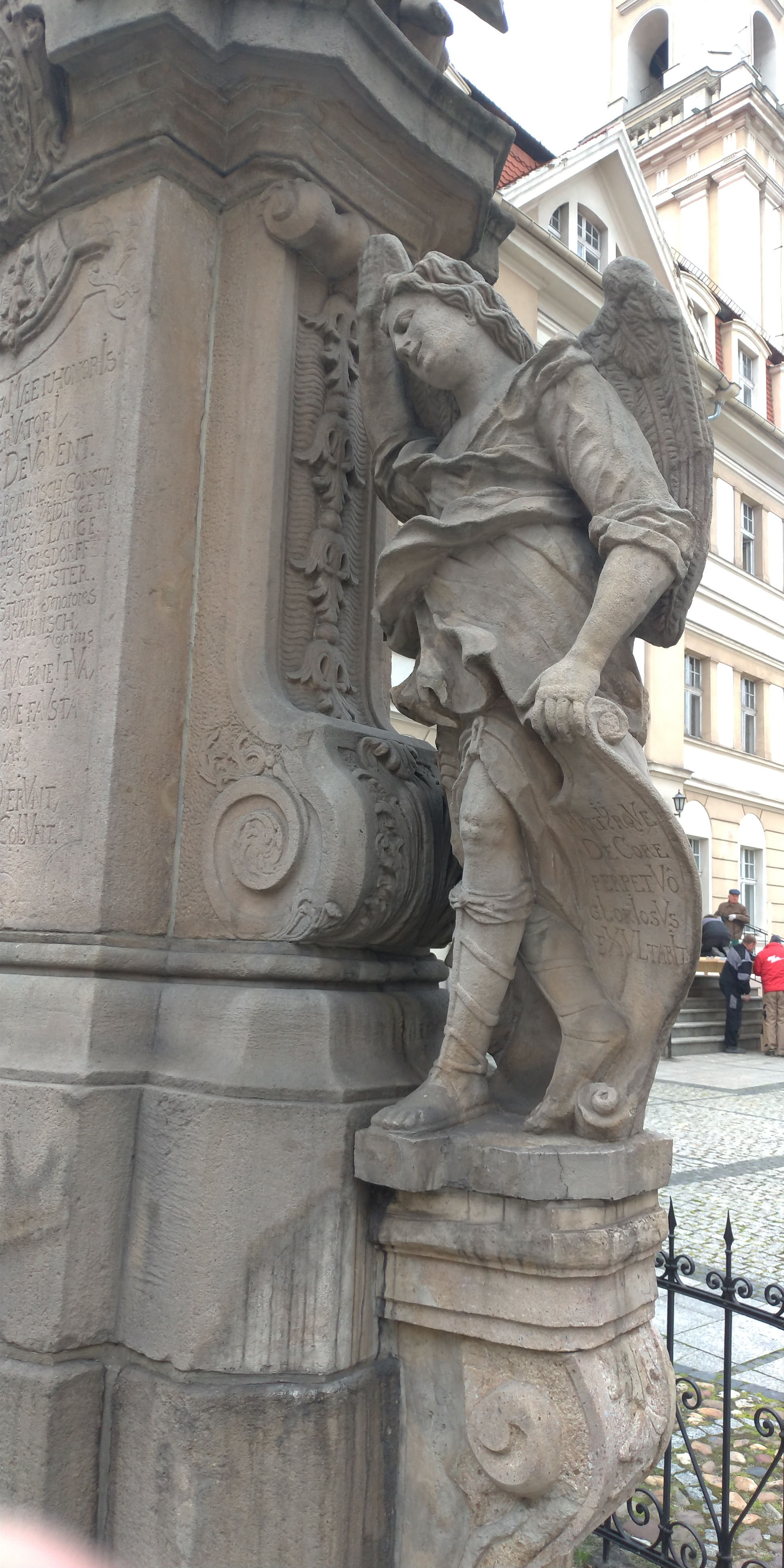
Figura anioła